# Medycyna ewolucyjna

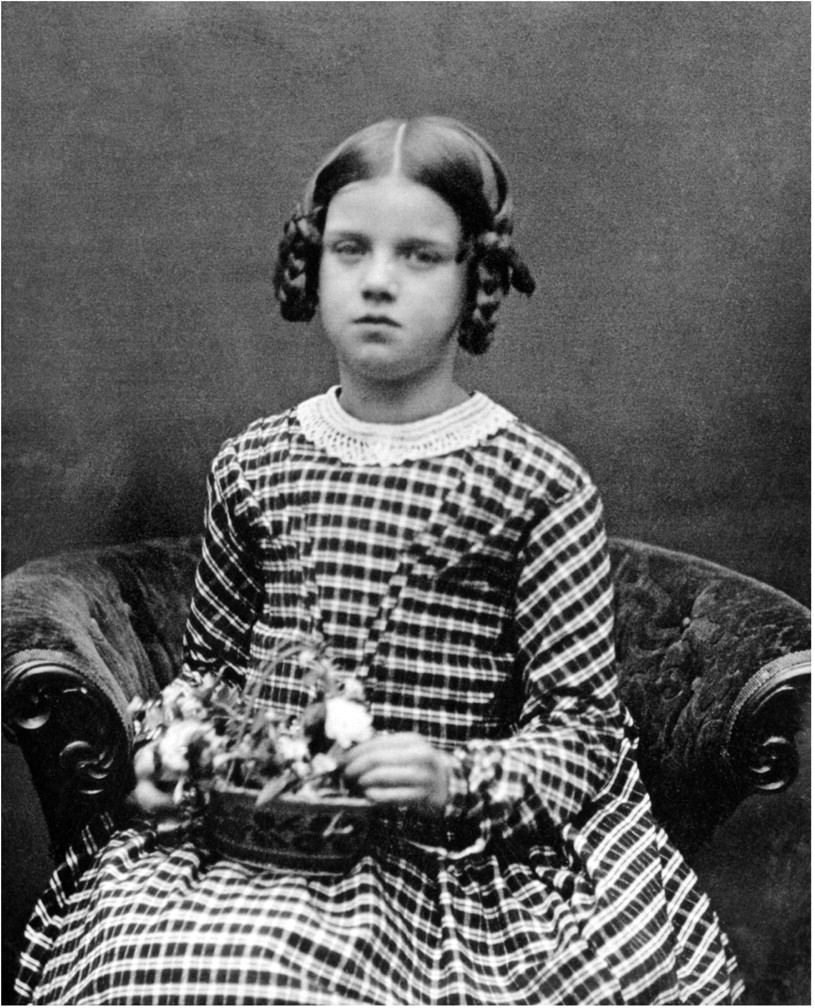
Córka Karola Darwina Anna, zmarła w wieku 10 lat na gruźlicę.

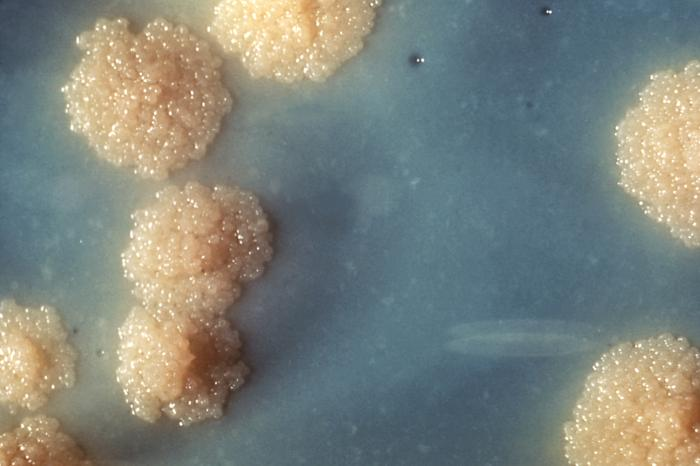
Bakteria wywołująca gruźlicę Mycobacterium tuberculosis doprowadziła do jej śmierci, ponieważ patogen ten ewoluował w kierunku unikania mechanizmów obronnych jej układu immunologicznego.

Medycyna ewolucyjna – opiera się na zastosowaniu teorii ewolucji (Karol Darwin) w celu wyjaśnieniu zjawisk towarzyszących chorobie oraz stosowaniu odpowiednich terapii z naciskiem na usunięcie przyczyn choroby, a nie tylko zwalczania ich objawów. Drugim obszarem jest nowoczesna edukacja medyczna. Naukowcy zajmujący się medycyną ewolucyjną uważają, że biologia ewolucyjna nie powinna być tylko uzupełniającym tematem zajęć w szkołach medycznych, ale powinna być nauczana jako podstawowy model wszystkich nauk medycznych (w oparciu o nowoczesną wiedzę z zakresu biochemii, biologii, biofizyki, ewolucji, psychologii).
Główne kierunki medycyny ewolucyjnej skupiają się na takich obszarach jak:
- Ewolucja patogenów (w tym wirulencja, odporność na antybiotyki, zmienność, genetyka) oraz ich wpływ na odpowiedź immunologiczną organizmu.
- Kompromisy i konflikty zdrowotne wynikające z mechanizmów ewolucji.
- Reakcja organizmu na zakażenia i infekcje. Zdolności organizmu do zabezpieczania się przed infekcjami, leczenia z infekcji, rekonwalescencji po zakażeniach i urazach. Rola układu odpornościowego, reakcji obronnych organizmu, gorączki i przebiegu jednostek chorobowych. Nabywanie odporności.
- Wpływ procesu adaptacji rodzaju ludzkiego na przestrzeni tysiącleci do otaczającego środowiska i jej wpływ na organizm człowieka.
- Skupienie uwagi pacjentów i lekarzy nie tylko na reagowaniu na chorobę, ale na procesach pozwalających długo utrzymać dobry stan zdrowia (odpowiednia dieta, prawidłowa masa ciała, regularny wysiłek fizyczny, właściwa higiena)
- Minimalizacji używania środków farmaceutycznych (naturalnych i chemicznych); stosowaniu tylko sprawdzonych, skutecznych, naukowo przebadanych substancji w leczeniu ostrych i przewlekłych chorób; próba dostosowania stylu życia (dieta, używki, wysiłek fizyczny, sen, kontrola stresu) w celu minimalizacji dawek leków przyjmowanych w chorobach przewlekłych.
- Nie rozgraniczaniu zdrowia fizycznego od psychicznego. Wzajemny wpływ stanu psychicznego i fizycznego na organizm.

Do najbardziej znanych badaczy zajmujących się medycyną ewolucyjną należą przede wszystkim: Randolph M. Nesse, George C. Williams, Paul W. Ewald, James McKenna i Rainer H. Straub. W Polsce pierwszym i najbardziej znanym lekarzem propagującym medycynę ewolucyjną jest dr Maciej D. Zatoński z Akademii Medycznej we Wrocławiu.

## Historia
Karol Darwin nie zajmował się rozważaniami nad wpływem swojej teorii na medycynę. W stosunkowo krótkim czasie środowisko biologów doceniło wartość prac Darwina. Jego teoria miała przełomowy wpływ w zrozumieniu mechanizmów działania różnych patogenów na organizm człowieka oraz na potrzebę i zdolność organizmów do obrony przed nimi. Dziś teorię ewolucji stosuje się nie tylko w naukach biologicznych, ale także w zarządzaniu, psychologii, nauce, a nawet w nowoczesnych technologiach produkcji.
Ewolucja była dość długo ignorowana w środowiskach medycznych. Zamiast tego opierano się (tak jak w wielu naukach ścisłych) wyłącznie na tzw. koncepcji mechanicznej (ang. proximate mechanical causes). Medycyna rozwijała się w oparciu o model oparty na mechanice klasycznej, wywodzący się z prac Galileusza, Newtona czy Kartezjusza. Efektem tego było powstanie modelu mechanistycznego, materialistycznego i deterministycznego (możliwość dokładnego prognozowania) modelu praktykowania i nauczania medycyny w krajach zachodnich. Model ten promował wyjaśnianie mechanizmów i przyczyn chorób poprzez obserwację i modyfikację ich objawów. Przyjęto prosty – przyczynowy i materialistyczny model – oparty o anatomiczne lub strukturalne (np. geny i ich produkty) elementy organizmu człowieka. Zmiany zachodzące w organizmach podczas choroby do dziś tłumaczone są w liniowy, bezpośredni sposób (np.: chorobę wywołuje jakiś czynnik infekcyjny, toksyczny, fizyczny, uraz itp.). Problem pojawia się jednak, gdy po stosownej analizie literatury medycznej dochodzimy do wniosku, że znaczna większość współczesnych jednostek chorobowych nie ma ustalonej jednoznacznie etiologii. p. 510 ] O ile współczesna medycyna dokładnie potrafi opisać mechanizm i konsekwencje różnych patologii (np. nadciśnienia tętniczego, cukrzycy, nowotworów), to poza wąską grupą przypadków, z reguły nie wiadomo, co jest ich przyczyną. Znane są zwykle czynniki ryzyka i predyspozycje (badania często są tu sprzeczne) – ale przyczyna pozostaje nieuchwytna. Medycyna ewolucyjna nie tylko skutecznie wyjaśnia mechanizmy i przyczyny wszystkich chorób: w ostatnich latach pojawia się coraz więcej doniesień o możliwości zapobiegania, ograniczania, a nawet leczenia chorób cywilizacyjnych poprzez odpowiednią zmianę stylu życia [literatura]. 
Pierwsze próby zastosowania teorii ewolucji w medycynie pojawiły się dopiero w połowie XX wieku (George C. Williams, John Bowlby, Nikolaas Tinbergen).

R. Nesse tak podsumowuje koncepcję medycyny ewolucyjnej: 
 “…wszystkie biologiczne aspekty funkcjonowania organizmu potrzebują do pełnego opisu obu podejść do medycyny: mechanistycznego i ewolucyjnego. Ten pierwszy opisuje i tłumaczy chorobę i spowodowane przez nią zaburzenia w funkcjonowaniu organizmu u danego pacjenta. Model ewolucyjny tłumaczy, dlaczego wszyscy jesteśmy podobni i reagujemy w ten sam sposób na czynniki wywołujące choroby; dlaczego mamy zęby mądrości, wyrostek robaczkowy, albo po co nam komórki, które dzielą się bez kontroli?”
Do przełomowych publikacji należą prace: Paula Ewalda z 1980, “Evolutionary Biology and the Treatment of Signs and Symptoms of Infectious Disease”, oraz publikacje Williamsa i Nesse'go z 1991, “The Dawn of Darwinian Medicine”. Ten ostatni uzyskał bardzo dobre recenzje i spotkał się z gorącym przyjęciem w środowisku naukowców zajmujących się naukami medycznymi powstała także książka pt. Why We Get Sick (opublikowana także pt Evolution and healing w Wielkiej Brytanii). Od 2008 roku ukazuje się także czasopismo poświęcone medycynie ewolucyjnej: Evolution and Medicine Review.

## Patogeny
Adaptacja i ewolucja bakterii, wirusów i innych drobnoustrojów (w tym także pasożytów) odgrywa centralną rolę w medycynie. Proces ten jest niezbędny do zrozumienia takich zagadnień, jak oporność na antybiotyki, wirulencja, czy wpływ patogenów na modyfikację pracy układu odpornościowego.

## Adaptacja organizmów
Adaptacja organizmu ludzkiego do zmian w otoczeniu odbywa się w pewnych ramach określonych przez ewolucję. Wynika z tego wiele ograniczeń i kompromisów (opisywanych w kontekście różnych form współzawodnictwa).

### Ograniczenia
Adaptacja w procesie ewolucji zachodzi tylko wtedy, kiedy zapewnia organizmowi jakąś korzyść i jednocześnie możliwe jest przekazanie tej cechy kolejnym pokoleniom. Z tego powodu niektóre zmiany adaptacyjne nie mogą powstać lub nie mogą zostać utrwalone w populacji. Na przykład:
- DNA nie może być całkowicie zabezpieczone przed „błędami” w procesie replikacji (podstawa ewolucji gatunków). Tym samym prawdopodobnie nigdy nie będzie możliwe całkowite wyeliminowanie chorób nowotworowych (efekt uboczny mutacji somatycznych) w procesie naturalnej selekcji.
- b. Ludzie nie potrafią syntetyzować np. witaminy C – stąd narażeni są na wystąpienie szkorbutu. Szkorbut to choroba związana z niedoborem witaminy C w diecie).
- c. Ewolucja gałki ocznej spowodowała, że II nerw czaszkowy wychodzi z gałki ocznej poprzez siatkówkę (tzw. plamka ślepa). Konsekwencją jest to, że pewna część pola widzenia jest martwa (mózg daje złudzenie pełnego obrazu, podczas gdy w rzeczywistości tak nie jest). Bardziej istotne jest jednak to, że poprzez ewolucję oka wzrok stał się wrażliwy na zwiększenie ciśnienia w gałce ocznej (ucisk może doprowadzić do uszkodzenia nerwu, a w rezultacie do utraty wzroku).

### Kompromisy i konflikty
Wiele zmian adaptacyjnych może ze sobą kolidować – powstaje wtedy potrzeba kompromisu między nimi w celu zapewnienia najkorzystniejszego dla danego organizmu wskaźnika kosztów do zysków. Na przykład:
- Możliwość szybkiego biegania u kobiet koliduje z budową miednicy i optymalnym rozmiarem kanału rodnego[13]
- Pigmentacja skóry jako zabezpieczenie przed promieniowaniem UV koliduje ze zdolnością skóry do syntezy witaminy D dzięki działaniu wywieranemu przez promieniowanie UV.
- Obniżenie krtani w pierwszym etapie życia umożliwia rozwój mowy. Jednocześnie większe jest zagrożenie zadławieniem się w trakcie przyjmowania pokarmów[14].
- Anemia sierpowata – schorzenie rzadkie w Europie, ale znacznie rozpowszechnione np. wśród czarnoskórych mieszkańców Afryki – zabezpiecza chorego przed zachorowaniem na malarię.
- Sposób rozmnażania ludzi zwiększa możliwość zapadnięcia na wiele chorób[15]
- Niezgodność genetyczna między matką a płodem zwiększa możliwość powikłania przebiegu ciąży[16][17]
- Wpływ układu MHC na dobór partnerów[18][19]

## Ewolucja mechanizmów obronnych
W procesie ewolucji powstało wiele skutecznych mechanizmów obronnych, które pomagają ograniczać i leczyć dany organizm z wszelakich infekcji. Mechanizmy naprawcze umożliwiają ponadto gojenie się ran, urazów i umożliwiają rekonwalescencję po wypadkach. Przykłady:

- Niepokój – uświadamia osobnikowi pewien problem z funkcjonowaniem organizmu i zmusza do poszukiwania pomocy
- Gorączka – zwiększa możliwości obronne układu immunologicznego i podnosi przemianę materii
- Hiperalgezja – umożliwia ochronę uszkodzonych części ciała
- Swędzenie – zwraca uwagę na potencjalnie niebezpieczne podrażnienie powłok ciała
- Letarg – minimalizuje straty energii i umożliwia przetrwanie tkanki mózgowej
- Depresja – ograniczenie wysiłku i kontaktów z otoczeniem, jednocześnie zmniejszając narażenie na choroby zakaźne[21]
- Wymioty poranne ciężarnych – mechanizm chroniący rozwijający się płód przed toksynami
- Nudności – ograniczenie przyjmowania pokarmów
- Ból – ukierunkowuje uwagę osobnika na uraz, ucisk, zbyt niską lub wysoką temperaturę, i inne
- Zmęczenie, znużenie i senność – skłaniają organizm do poszukiwania miejsca do odpoczynku

- Pozostałe: Kichanie, Kaszel, Wymioty, Biegunka – umożliwiają pozbycia się drobnoustrojów lub trucizn z organizmu

Kontrola mechanizmów obronnych
Użycie mechanizmów obronnych przez organizm ma swoje konsekwencje. Po pierwsze zwiększa zużycie energii i substancji odżywczych przez organizm (np.: gorączka podnosi podstawową przemianę materii o 10–15% na każdy stopień podniesionej temperatury; biegunka powoduje utratę wody i elektrolitów itp.; wymioty prowadzą do odwodnienia i mogą także uszkodzić płuca w wyniku aspiracji). Dlatego istnieje mechanizm uruchamiający poszczególne mechanizmy obronne tylko wtedy, kiedy zalety jego zastosowania przewyższają potencjalne ryzyko i związane z tym koszty). Mechanizm ten kontrolowany jest kilku poziomach – od regulacji procesów biomolekularnych na poziomie komórek (np. cytokiny, mediatory reakcji zapalnych) po zaangażowanie wyższych układów (do kory mózgowej włącznie).

## Choroby cywilizacyjne
Setki tysięcy lat ewolucji rodzaju ludzkiego nie zdążyło przygotować organizmów do zupełnie nowego stylu życia współczesnego społeczeństwa. Rozwój chorób cywilizacyjnych (nowotwory, cukrzyca, nadciśnienie, choroby serca) wynika z faktu, że obecne warunki życia zmieniają się szybciej, niż następują zmiany ewolucyjne. Konsekwencją jest wrażliwość organizmów ludzi na liczne problemy zdrowotne określane jako „choroby cywilizacyjne”.

### Dieta
Rozwój masowego żywienia spowodował, że obecnie w diecie ludzi znajduje się za dużo tłuszczów trans, soli i rafinowanych cukrów.

### Wysiłek fizyczny
Współczesny świat sprzyja też osiadłemu trybowi życia, a ludzie wykonują coraz mniej czynności wymagających wysiłku fizycznego. Tłumaczy się to obecnie w ten sposób, że w przeszłości ludzie pozostawali w spoczynku jedynie w trakcie choroby lub po urazach – konsekwencją braku wysiłku fizycznego ma więc być przestawienie się organizmu na metabolizm oszczędzający energię i uruchomienie mechanizmów obronnych (np. stanu zapalnego), czego konsekwencją mogą być alergie, miażdżyca, cukrzyca i niektóre nowotwory.

### Czystość i higiena
Według tych teorii także nadmiar czystości, leków antybakteryjnych, preparatów sanitarnych, częstego prania ubrań i mycia ciała w znacznej mierze wyeliminowało obecność w codziennym życiu wielu bakterii i pasożytów (zwłaszcza jelitowych). Może to powodować problemy w prawidłowej pracy układu odpornościowego i kierowanie jego działań przeciwko własnym komórkom i organom (choroby alergiczne, autoimmunologiczne).

## Szczegółowe informacje
Lista jest tylko niewielkim fragmentem dostępnej literatury

### Styl życia
- Tkanka tłuszczowa u niemowląt[34]
- Zapalenie stawów i inne choroby przewlekłe[35][36][37]
- Starzenie się. Ewolucja w procesie starzenia[3][12].
- Choroba Alzheimera[38]
- Dzieciństwo i rozwój[39]
- Menarche[40]
- Menopauza w ujęciu ewolucyjnym[41]
- Menstruacja[42][43][44]
- Nudności ciężarnych[45][46]

### Inne
- Miażdżyca[47]
- Zapalenie stawów i inne choroby przewlekłe[35][36][37]
- Kaszel[8]* Mukowiscydoza[48]
- Rozwój zębów[49]
- Cukrzyca typu II[50][51]
- Biegunka[52]
- Nadciśnienie tętnicze[53]
- Gorączka[54][55]
- Reumatyzm[56]
- Hemochromatoza[57][58]
- Niedobór żelaza(paradoksalne zalety)[59]
- Otyłość[60][61]
- Fenylketonuria[62]
- Placebo[22]
- Osteoporoza[63]
- Zaburzenia polimorfizmu erytrocytów[64]
- Anemia sierpowata[65][66]
- Zachowanie ludzi w czasie choroby[67]
- Nowotwory układu rozrodczego u kobiet[68]

## Psychiatria ewolucyjna
- agorafobia[69]
- niepokój[70]
- depresja[71]
- naduzywanie narkotyków[72]
- schizofrenia[73][74]
- smutek[75]